# Elvira Badaracco
Elvira Badaracco (Alessandria, 22 maggio 1911 – Milano, 21 gennaio 1994) è stata una pubblicista italiana, dirigente socialista milanese, femminista.

## Giovinezza
Elvira Badaracco nasce ad Alessandria e frequenta il collegio a Londra e Losanna, ma finisce gli studi all'Università Cattolica del Sacro Cuore di Milano dove si laurea in Filologia moderna con una tesi su Italo Svevo. Nel 1939, allo scoppiare della seconda guerra mondiale, si impegna come crocerossina negli ospedali militari e nei tubercolosari. Nel 1949 sposa Aldo Speirani da cui si separerà nel 1963.

## Vita politica
Dal 1963 inizia a dedicarsi all'attività politica; l'anno successivo si iscrive al Partito Socialista Italiano, e si occupa di tematiche sociali e delle tematiche femminili. Si iscrive in quegli anni anche all'UDI. Dal 1964 al 1970 è segretaria della Sezione Morandi, eletta consigliera della zona 5 di Milano e, come rappresentante di partito, entra nel Consiglio di amministrazione dell'Istituto Chirurgico Ronzoni e poi nel Consiglio di amministrazione degli Istituti Clinici di Perfezionamento. Come Responsabile femminile provinciale e poi regionale del PSI organizza molti convegni sulla storia delle donne socialiste, sul lavoro, sulla salute delle lavoratrici e sull'aborto. Nel 1974 inizia a scrivere articoli sill' "L'Avanti!", e altre testate nazionali. Dal 1979 al 1980 diventa consigliera comunale a Milano per il PSI. Partecipa a convegni organizzati dalla Lega internazionale per i diritti e la liberazione dei popoli. Dalla fine degli anni '70 il suo impegno culturale e politico nel movimento di liberazione delle donne diventa preminente.

## Il Centro studi
Nel 1979 fonda con Pierrette Coppa il "Centro di Studi Storici sul Movimento di Liberazione della Donna in Italia" e ne sarà la Presidente fino alla morte. Il Centro nasce
Il Centro svolge una intensa attività politica e culturale a Milano e raccoglie documentazione sul movimento delle donne in modo continuativo. Al convegno internazionale Perleparole del 1988 ha presentato il thesaurus Linguaggiodonna, consultabile su web dal 2021. È tra i fondatori della Rete Lilith, i cui centri utilizzano il thesaurus per il trattamento dei documenti della base dati collettiva .

Il Centro ha sede, inizialmente, presso la Fondazione Feltrinelli di Milano, poi presso l'Unione femminile nazionale dal 1991 al 2009; attualmente è in Via Menabrea 13 sempre a Milano. Ha modificato la sua struttura giuridica dal 1994, diventando Fondazione Elvira Badaracco.

## Testamento
Elvira Badaracco, con disposizione testamentaria, ha donato il suo patrimonio al Centro studi, indicando Annarita Buttafuoco quale garante a vita del patrimonio economico, scientifico e politico da lei lasciato, richiedendo la trasformazione del Centro in una Fondazione. La Fondazione Elvira Badaracco è stata costituita nel dicembre 1994 e Marina Zancan è stata nominata presidente. Alla morte di Annarita Buttafuoco nel 1999, il ruolo di garante è passato a Marina Zancan.

## Opere
- Elvira Badaracco, Le donne e il partito socialista, in Critica Sociale, marzo 1979. URL consultato il 17 novembre 2022.
- Elvira Badaracco, La donna nel partito socialista italiano. In: Anna Kuliscioff e l'età del riformismo: atti del Convegno, Milano, dicembre 1976, Mondo Operaio-Avanti!!.
- Elvira Badaracco e Aura Marina Arriola, Donne e socialismo, in Donne e internazionalismo, Milano, Lega internazionale per i diritti e la liberazione dei popoli, 1980.
- Centro di studi storici sul movimento di liberazione della donna in Italia, Testi sulle donne nelle biblioteche milanesi: catalogo-repertorio, a cura di Elvira Badaracco e Annarita Buttafuoco, Milano, ES, 1991.
- Francesco Dambrosio, Elvira Badaracco e Mauro Buscaglia (a cura di), Donna, salute e lavoro, Milano, Mazzotta, 1975.. Contiene parte dei materiali del convegno Prevenzione e tutela della salute delle lavoratrici tenuto a Milano nel 1973.
- Francesco Dambrosio, Elvira Badaracco e Mauro Buscaglia (a cura di), Maternita cosciente, contraccezione e aborto, 2. ed., Milano, Mazzotta, 1976.